# ریوتا واتانابه
ریوتا واتانابه (انگلیسی: Ryota Watanabe؛ زادهٔ ۱۱ مارس ۱۹۹۱) بازیکن فوتبال اهل ژاپن است.